# داگ فلچر
داگ فلچر (انگلیسی: Doug Fletcher؛ زادهٔ ۱۷ سپتامبر ۱۹۳۰) بازیکن فوتبال اهل بریتانیا است.
از باشگاه‌هایی که در آن بازی کرده‌است می‌توان به باشگاه فوتبال شفیلد ونزدی، باشگاه فوتبال بث سیتی، باشگاه فوتبال دارلینگتون، باشگاه فوتبال اسکانتورپ یونایتد، و باشگاه فوتبال بری اشاره کرد.